# Уильямс, Стивен (актёр)
Стивен Уильямс (англ. Steven Williams; р. 7 января 1949) — американский актёр.

## Биография
Родился в Мемфисе, штат Теннесси. Когда ему было девять лет, семья переехала в Чикаго. Служил в Армии США, во 2-й бронетанковой дивизии, дислоцировавшейся в ФРГ. В период армейской службы занимался боксом и даже стал чемпионом дивизии. 

## Карьера
С середины 1970-х годов снимается в кино. Сыграл роли более чем в 100 фильмах и телесериалах. 
Был заметным актёром в 80-е и 90-е годы.
В сериале «Секретные материалы» сыграл роль персонажа по имени Икс, появившись в семи сезонах сериала. В своей рецензии в издании AV Club на эпизоды сериала Эмили Сент Джеймс отметила, что по её мнению, Стивен Уильямс так много привносит в образ, что ей хотелось бы чтобы создатели придумали способ, чтобы он чаще появлялся в сериале. За роль Икса Уильямс был номинирован на Премию Гильдии киноактёров США в составе актёрского ансамбля.
С 1998 по 2000 Уильямс играл главную роль — консервативного республиканца-владельца бара в сериале «Бар Линка». За эту роль он номинировался на премию NAACP Image в категории лучший актёр в комедийном сериале.
Уильямс также сыграл в сериалах «Кости», «Сверхъестественное»,  «Оставленные», где исполнил роль Вирджила, «Лок и ключ», где сыграл Джо Риджуэя, учителя в Академии Матсона. По состоянию на 2012 год появился в гостевых ролях в 32 различных сериалах. Его исполнение роли Квентина в одном из эпизодов сериала «Чи» издание AV Club назвало мощным.
Также появился в фильме «Оно» 2017 года в роли Лероя Хэнлона.

## Избранная фильмография
| Год       |   | Русское название                              | Оригинальное название                                                | Роль                   |
| --------- | - | --------------------------------------------- | -------------------------------------------------------------------- | ---------------------- |
| 1980      | ф | Братья Блюз                                   | The Blues Brothers                                                   | офицер Маунт           |
| 1983      | ф | Сумеречная зона                               | Twilight Zone: The Movie                                             | хозяин бара            |
| 1985      | ф | Без вести пропавшие 2: Начало                 | Missing in Action 2: The Beginning                                   | капитан Дэвид Нестер   |
| 1985      | ф | Уж лучше умереть                              | Better Off Dead                                                      | постригающий кусты     |
| 1987—1991 | с | Джамп-стрит, 21                               | 21 Jump Street                                                       | капитан Адам Фуллер    |
| 1990      | ф | Запретный танец                               | The Forbidden Dance                                                  | Уид                    |
| 1993      | ф | Последняя пятница. Джейсон отправляется в ад  | Jason Goes to Hell: The Final Friday                                 | Крейтон Дюк            |
| 1994      | с | Доктор Куин, женщина-врач                     | Dr. Quinn, Medicine Woman                                            | капитан                |
| 1994—2002 | с | Секретные материалы                           | The X-Files                                                          | мистер Икс             |
| 1997—1999 | с | Жара в Лос-Анджелесе                          | L.A. Heat                                                            | детектив Огаст Брукс   |
| 2000—2003 | с | Звёздные врата: SG-1                          | Stargate SG-1                                                        | генерал Видрайн        |
| 2001      | ф | Шоссе 666                                     | Route 666                                                            | Рэббит / Фред Смит     |
| 2005      | с | Детектив Монк                                 | Monk                                                                 | сержант Парнелл        |
| 2007      | с | Мыслить как преступник                        | Criminal Minds                                                       | капитан Райт           |
| 2008—2016 | с | Сверхъестественное                            | Supernatural                                                         | Руфус Тернер           |
| 2013      | ф | Джек — покоритель великанов                   | Jack the Giant Slayer                                                | Повелитель тайн        |
| 2015      | с | Оставленные                                   | The Leftovers                                                        | Верджил                |
| 2017      | ф | Оно                                           | It                                                                   | Лерой Хэнлон           |
| 2019      | с | Настоящий детектив                            | True Detective                                                       | Джуниус                |
| 2019      | ф | Хищные птицы: Потрясающая история Харли Квинн | Birds of Prey (and the Fantabulous Emancipation of One Harley Quinn) | капитан Патрик Эриксон |
| 2020      | с | Ключи Локков                                  | Locke & Key                                                          | Джо Риджуэй            |